# Quantum praedecessores

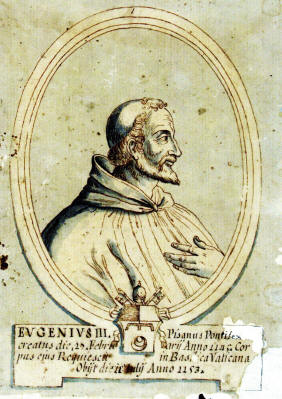

Quantum praedecessores est une bulle papale publiée le 1er décembre par le pape Eugène III, appelant à une deuxième croisade. C'est la première bulle papale publiée qui a une croisade pour sujet.

## Historique
La bulle fut émise en réponse au siège d'Édesse en décembre 1144. Les pèlerins venus de l'Est avaient apporté la nouvelle de la chute d'Édesse en Europe tout au long de l'année 1145, et les ambassades de la principauté d'Antioche, du royaume de Jérusalem et du royaume arménien de Cilicie arriva bientôt directement à la cour papale de Viterbe. L'évêque Hugues de Jabala, à la tête d'un des diocèses de Jérusalem, faisait partie de ceux qui ont annoncé la nouvelle.
Comme la plupart des bulles papales, elle n'avait pas de titre spécifique et est devenue connue par ses premiers mots en latin : « Quantum praedecessores nostri Romani pontifices pro liberatione Orientalis Ecclesiae laboraverunt, antiquorum relatione didicimus, et in gestis eorum scriptum reperimus », soit : « Combien nos prédécesseurs les pontifes romains ont travaillé pour la délivrance de l'Église orientale, nous l'avons appris des récits des anciens et nous l'avons trouvé écrit dans leurs actes ».
La bulle, publiée à Vetralla, relate brièvement les actes de la première croisade et déplore la perte d'Édesse, l'une des plus anciennes villes chrétiennes. La bulle était adressée directement à Louis VII de France et à ses sujets, et promettait la rémission des péchés pour tous ceux qui prenaient la croix, ainsi que la protection ecclésiastique de leurs familles et de leurs biens, tout comme l'avait fait le pape Urbain II avant la première croisade. Ceux qui ont terminé la croisade ou sont morts en cours de route se sont vu offrir l'absolution totale.
Louis préparait déjà sa propre croisade, indépendante de la bulle d'Eugène III, et il semble que Louis ait peut-être d'abord complètement ignoré la bulle. Il est possible que les ambassades de l'Est aient également rendu visite à Louis. Cependant, en consultation avec le prédicateur Bernard de Clairvaux, Louis chercha finalement la bénédiction du Pape, et la croisade de Louis reçut le plein soutien papal. La bulle fut rééditée le 1er mars 1146 et Bernard commença à prêcher la croisade dans toute la France et plus tard également en Allemagne, où il persuada Conrad III d'Allemagne d'y participer.
Bien qu’il s’agisse de la première bulle papale appelant à une croisade, la papauté était largement absente du reste de l'expédition. La première croisade n'avait pas de bulle de ce type : le soutien fut recueilli lors du concile de Clermont en 1095 et se répandit rapidement grâce à la prédication populaire. Urbain II était considéré comme le chef de la croisade, à travers ses légats comme Adhémar de Monteil. Au milieu du XIIe siècle, le pouvoir papal avait quelque peu diminué et Rome était contrôlée par la commune de Rome. Bien que des légats papaux accompagnaient la croisade, l'expédition était contrôlée par Louis et Conrad, et non par un chef religieux.
La croisade fut en grande partie détruite lors de sa marche à travers l'Anatolie. Louis et Conrad rejoignirent plus tard l'armée de Jérusalem lors de l'échec du siège de Damas en 1148.